# John S. Hager

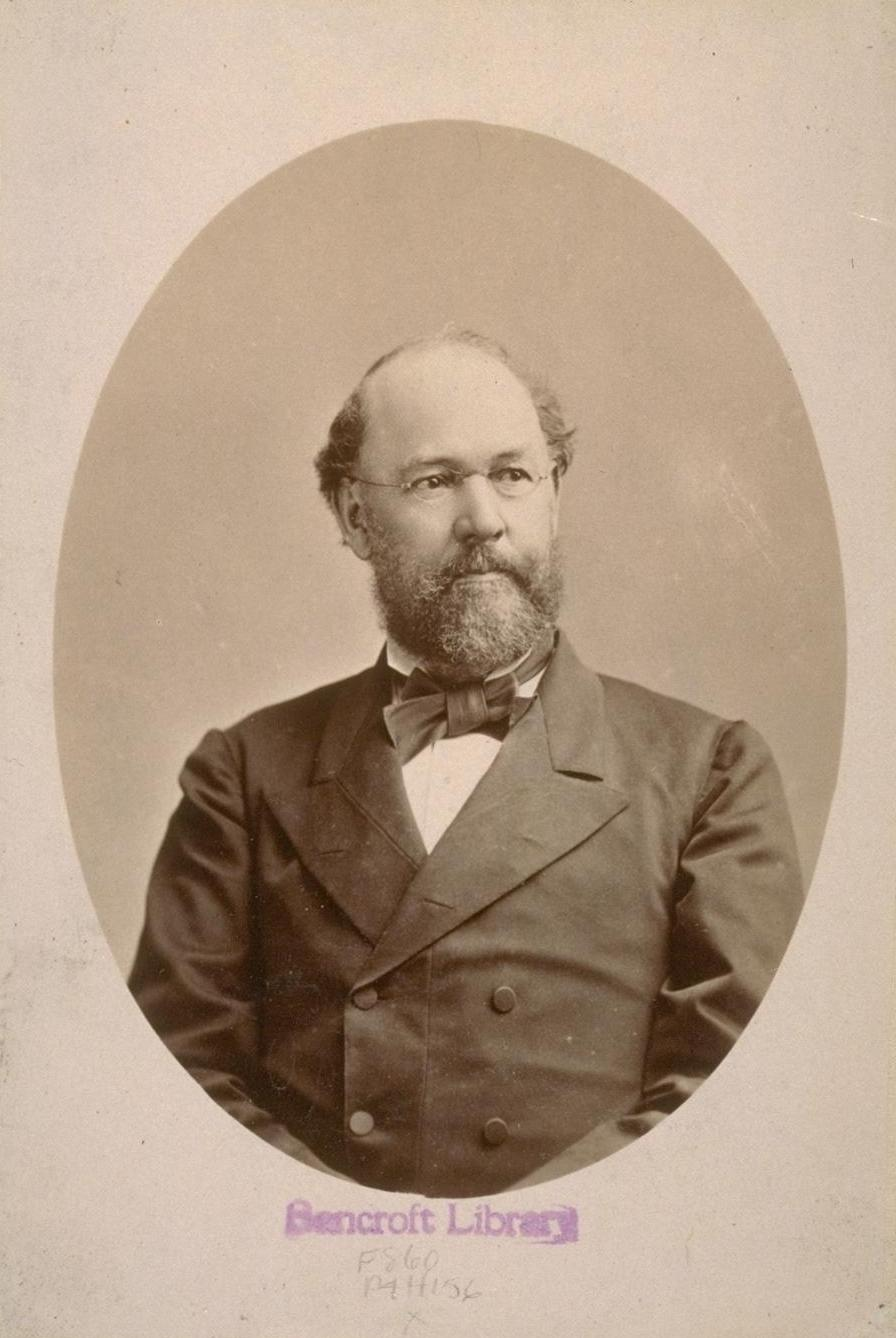
John S. Hager

John Sharpenstein Hager, född 12 mars 1818 i Morris County, New Jersey, död 19 mars 1890 i San Francisco, Kalifornien, var en amerikansk demokratisk politiker. Han representerade delstaten Kalifornien i USA:s senat 1873-1875.
Hager utexaminerades 1836 från College of New Jersey (numera Princeton University). Han studerade sedan juridik och inledde 1840 sin karriär som advokat i Morristown. Han flyttade 1849 till Kalifornien i samband med guldrushen. Han var ledamot av delstatens senat 1852-1854 och 1865-1871.
Senator Eugene Casserly avgick 1873 och efterträddes av Hager som bestämde sig för att inte kandidera till en hel mandatperiod i senaten. Han efterträddes som senator av Newton Booth. Han var tullinsamlare för San Franciscos hamn 1885-1889.
Hagers grav finns på Bellefontaine Cemetery i Saint Louis, Missouri.